# Дакийские всадники
Дакийские (дунайские) всадники — объекты поклонения культа, распространённого в римской провинции Дакия. Культ дакийских всадников начал распространяться среди римских солдат вскоре после завоевания Дакии императором Траяном в 106 году н. э. Следы этого культа были также найдены и в таких отдалённых римских провинциях, как Галлия и Британия.
Сохранилось большое число рельефов и драгоценных камней с изображениями дакийских всадников. Из 232 объектов, каталогизированных Дмитрием Тудором (Dumitru Tudor) в 1969-76 гг., 60 были найдены в Дакии, 24 — в Верхней Мёзии, 34 — в Нижней Мёзии, 47 — в Нижней Паннонии и 25 — в Верхней. Большинство рельефов, найденных в Дакии, сделаны из мрамора. Было сделано множество копий этих рельефов из свинца. Использование столь дорогого для того времени металла вероятнее всего свидетельствует о магическом предназначении дакийских всадников. Из 90 сохранившихся свинцовых копий 40 были найдены в Нижней Паннонии.
Самые древние рельефы изображают только одного всадника, чей внешний вид оформился под влиянием иконографии фракийского всадника. Более поздние памятники изображают двух всадников по обе стороны от богини, чьим главным символическим атрибутом была рыба. Из 31 объекта с одним всадником 18 были найдены в Дакии. Версия с двумя всадниками принадлежит к более позднему периоду и была особенно распространена в III веке н. э., и меньше — в IV веке.
Кроме двух всадников и богини с рыбой иконография фракийских всадников включает в себя различные символы (луна, солнце, звёзды) и изображения животных (баран, пёс, лев, орёл, павлин, ворон, петух, змея и иногда даже бык). Исследователи расходятся во мнениях относительно того, какая именно богиня изображена на рельефах. Есть две версии того, кем могли бы быть всадники. По одной версии это — диоскуры, а по другой — кабиры. Хотя изображение диоскуров в греческой иконографии могло оказать влияние на дакийских всадников, ни одна из гипотез не является достоверной.
Вероятно, что некоторые верования и практики, заимствованные в первую очередь из митраизма, были добавлены к местному дакийскому культу и придали ему характер мистериальной религии. Хотя миф о дакийских всадниках остался неизвестен, можно с уверенностью предположить, что он был основан на верованиях даков, отсутствовавших у фракийцев из региона южного Дуная. Два всадника и богиня вероятнее всего служили для связи между космическими уровнями (небесами, землёй и преисподней).
В мистериях дакийских всадников присутствовали только три уровня инициации: Aries (овен), Miles (воин) и Leo (лев). Первые два уровня находились под влиянием Марса, а высший — под влиянием Солнца. Если интерпретировать многочисленные изображения животных вместе с дакийскими всадниками, то можно предположить, что символизм мистерий представлял собой довольно сложную систему. Надписей на изображениях дунайских всадников очень мало, они короткие (особенно на драгоценных камнях) и часто не поддаются расшифровке. Уровень прошедших инициацию определялся с помощью жетонов и печатей (например, был найден камень с надписью leon). Вероятно, что в мистериях важную роль играло жертвоприношение барана.